# La dama de Chez Maxim's
La dama de Chez Maxim's è un film muto italiano del 1923 diretto da Amleto Palermi.